# Condado de Yavapai
El condado de Yavapai es uno de los 15 condados del estado de Arizona, en los Estados Unidos. La sede del condado es Prescott, así como su mayor ciudad. El condado posee un área de 21 051 km² (los cuales 12 km² están cubiertos por agua), la población de 167 517 habitantes, y la densidad de población es de 8 hab/km² (según censo nacional de 2000). Este condado fue fundado en 1865.

## Toponimia
El topónimo Yavapai deriva del nombre español con que se conocía a una tribu indígena de Arizona. Los españoles denominaron yavapaís, palabra que deriva de la palabra indígena yava que significa colina y de la palabra española país, que vendría significar país de la gente de la colina.